# Проглас
«Проглас» (глаголиця: ⰒⰓⰑⰃⰎⰀⰔⰟ) — перший слов'янський письмовий поетичний твір, приписуваний святому Кирилу, одному з творців слов'янської азбуки.  Він був створений у Великій Моравії в IX столітті, де Кирилу і Мефодію довелося засновувати і захищати слов'янську книжність, що й демонструє «Проглас». У творі  Кирило вихваляє слов'янську писемність і вважає її проявом божественного начала, оскількт вона допомогла слов'янам відійти від язичництва і перетворила їх на цивілізований народ. Книги, написані слов'янською мовою, несуть божественну мудрість і тому, пише Кирило, допомагають боротися з диявольськими спокусами. Таким чином, з найраніших етапів розвитку слов'янської літератури книга розглядалася як щось сакральне, божественне.